# Marco Licinio Céler Nepote
Marco Licinio Céler Nepote (en latín: Marcus Licinius Celer Nepos) fue senador romano que vivió a finales del siglo I y principios del siglo II y desarrolló su cursus honorum bajo los reinados de Nerva, Trajano, y Adriano. 

## Carrera política
Mediante diplomas militares, se ha demostrado que Nepote fue cónsul sufecto en el año 127 junto con Quinto Tineyo Rufo; los dos ocuparon este cargo en el nundinium de agosto-septiembre. Otra inscripción, que está fechada en el año 139, muestra que Nepote era miembro del colegio de los hermanos Arvales.